# عبدالرحمن خیرالله
عبدالرحمن خیرالله (عربی: عبد الرحمن خير الله؛ زادهٔ ۲۳ فوریهٔ ۱۹۹۶) یک ورزشکار اهل عربستان سعودی است.
از باشگاه‌هایی که در آن بازی کرده‌است می‌توان به باشگاه فوتبال الشباب عربستان سعودی اشاره کرد.